# Charles Fort (Irlanda)
Charles Fort (en irlandès Dún Chathail) és una fortalesa baluardada situada en el port natural de Kinsale, al comtat de Cork, Irlanda El James Fort està situat a l'altre costat del port de Kinsale.
El Charles Fort va ser construït sobre una antiga fortalesa anomenada Ringcurran Castle, després de quedar afectat pel Setge de Kinsale de 1601. El fort té aquest nom en honor del rei Carles I i va ser dissenyat per Sir William Robinson - arquitecte de la Royal Hospital Kilmainham. El fort va ser construït entre 1670 i 1680 amb planta d'estrella i baluards, cosa que el feia ideal per resistir els atacs dels canons.
Els baluards estan elevats, un fet molt important en el setge de Cork dut a terme per John Churchill, 1r Duc de Marlborough el 1690 durant la Guerra Guillermita d'Irlanda. Després del setge s'hi van dur a terme reparacions, i el fort va servir com a quarter de l'exèrcit britànic durant molts anys.
En el segle xvii Robert Reading hi va establir un far lleuger
El fort va estar en mans de les forces britàniques fins a la firma del Tractat Angloirlandès i va deixar de servir després de ser incendiat per les forces contràries al Tractat durant la Guerra Civil Irlandesa el 1922. El complex és un monument nacional d'Irlanda des de 1971 i ha estat parcialment restaurat pel Dúchas, el servei de patrimoni irlandès.

## Galeria

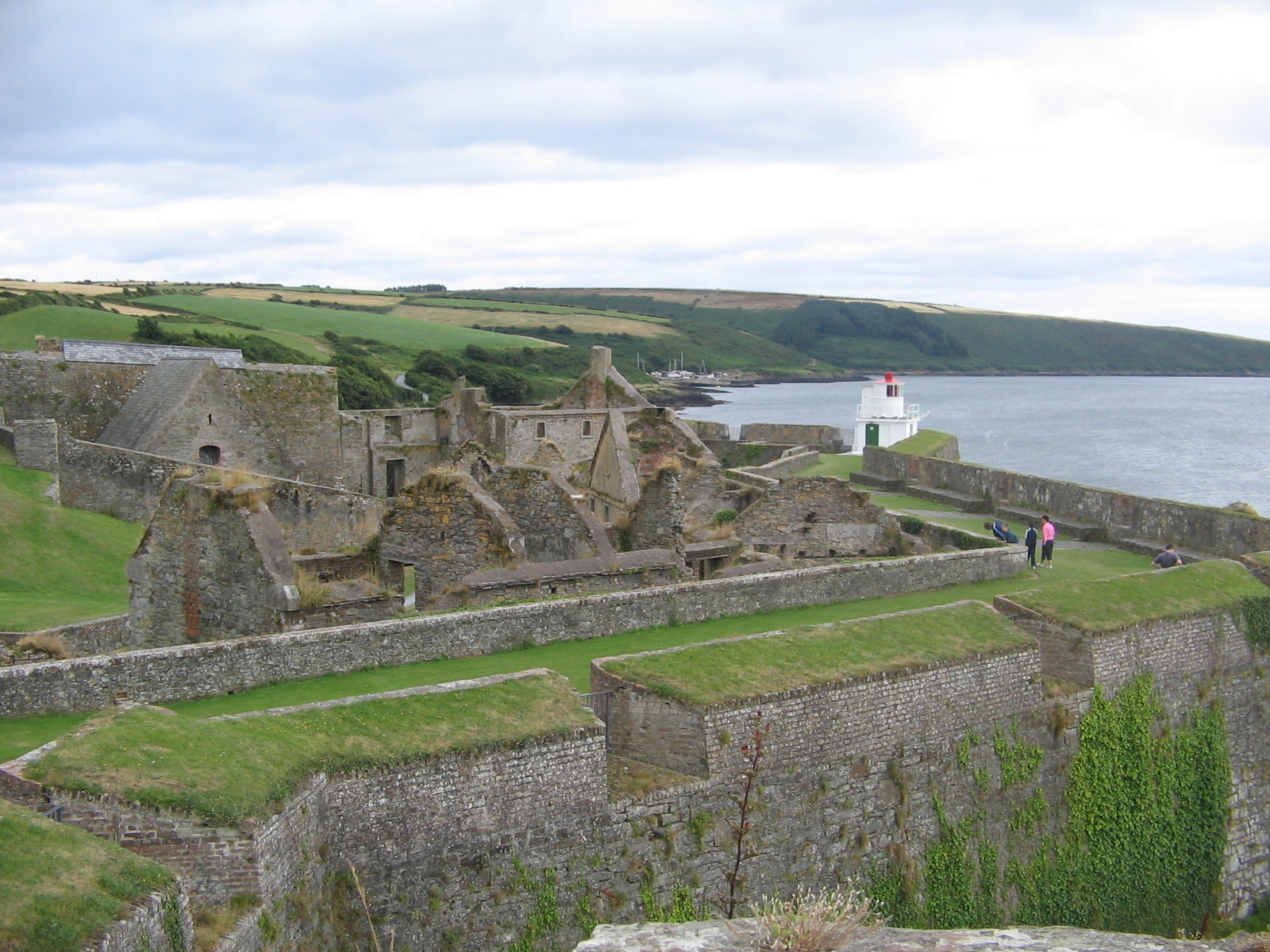
Fortificacions
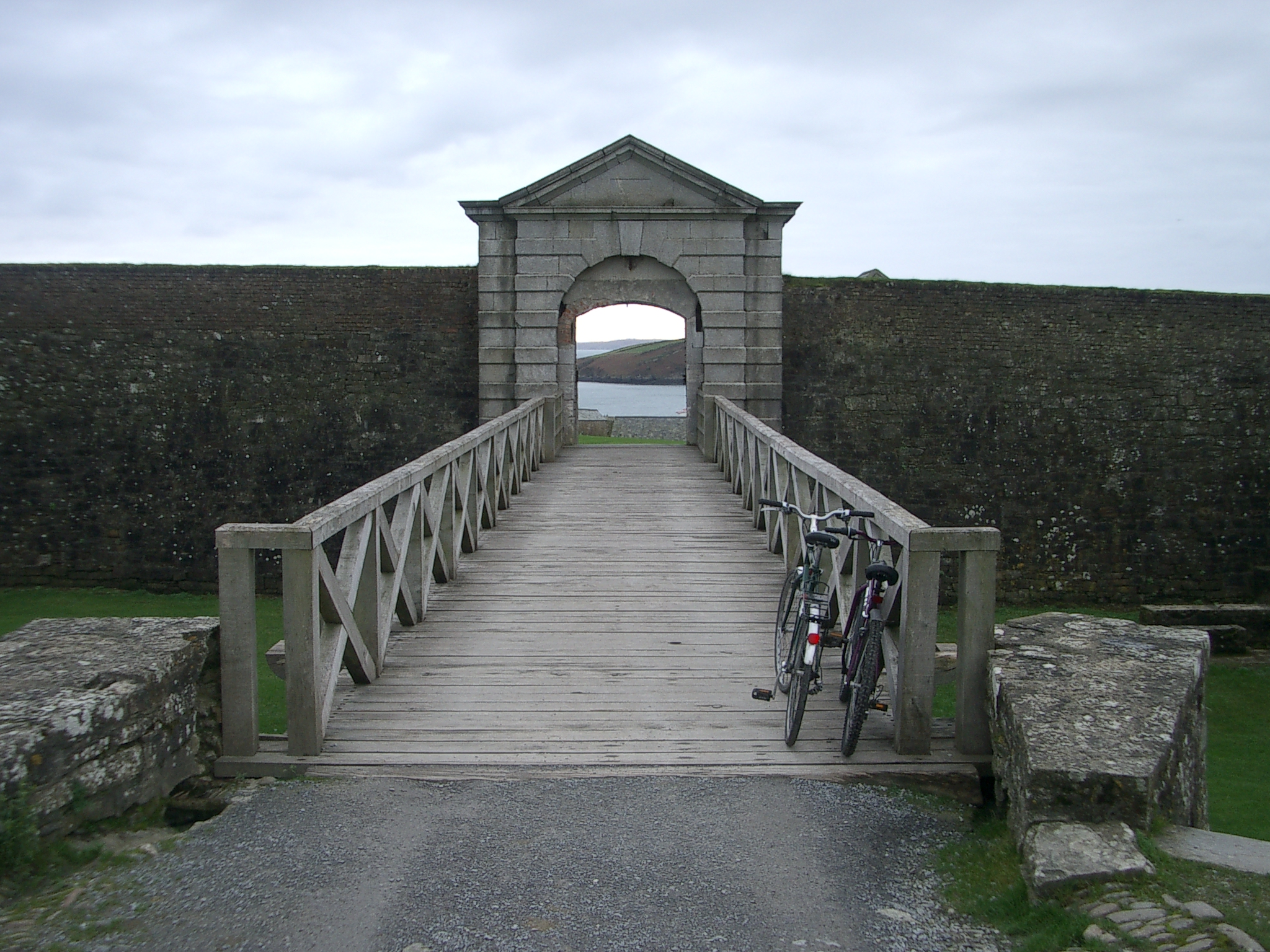
Entrada
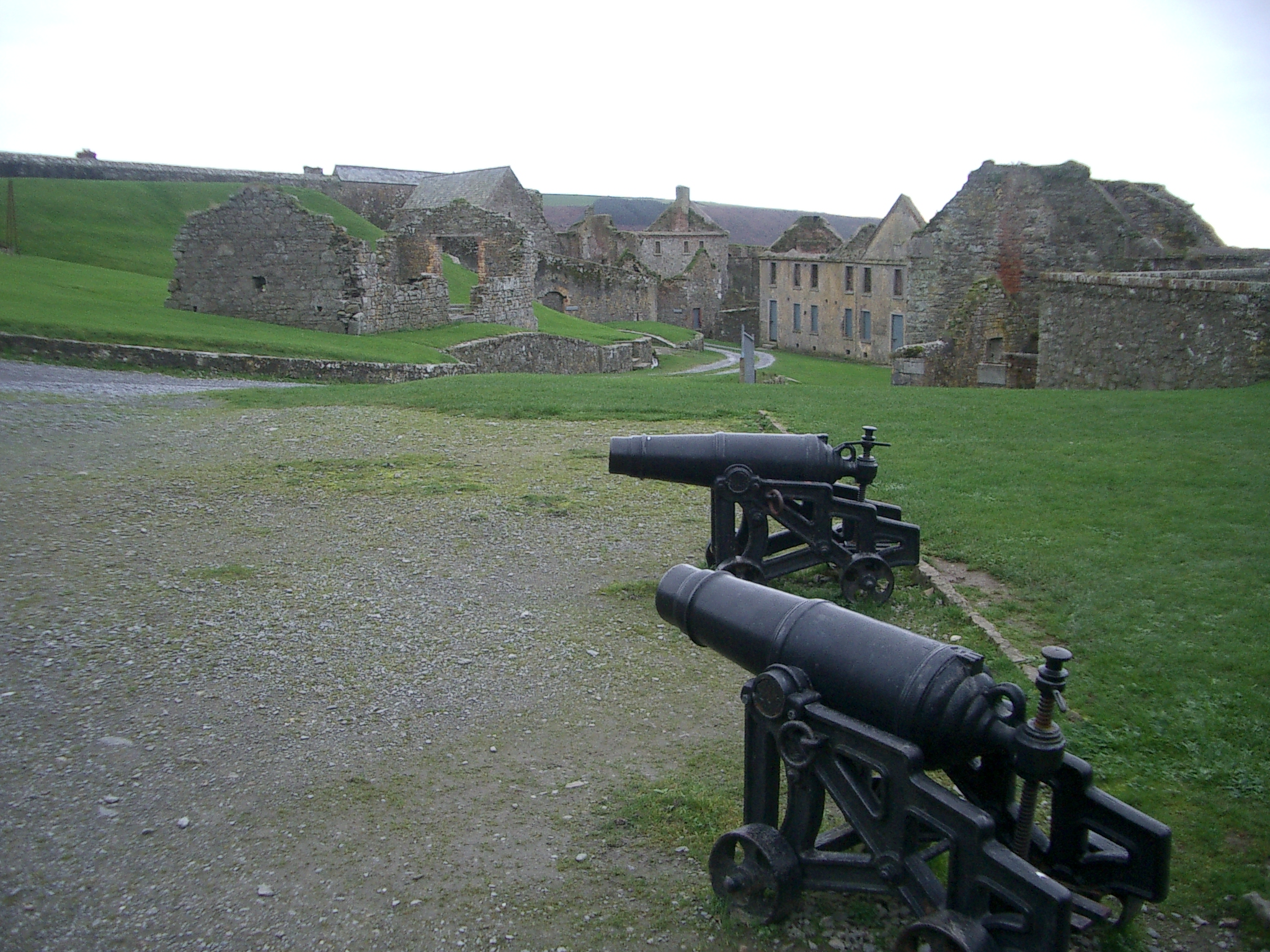
Canó
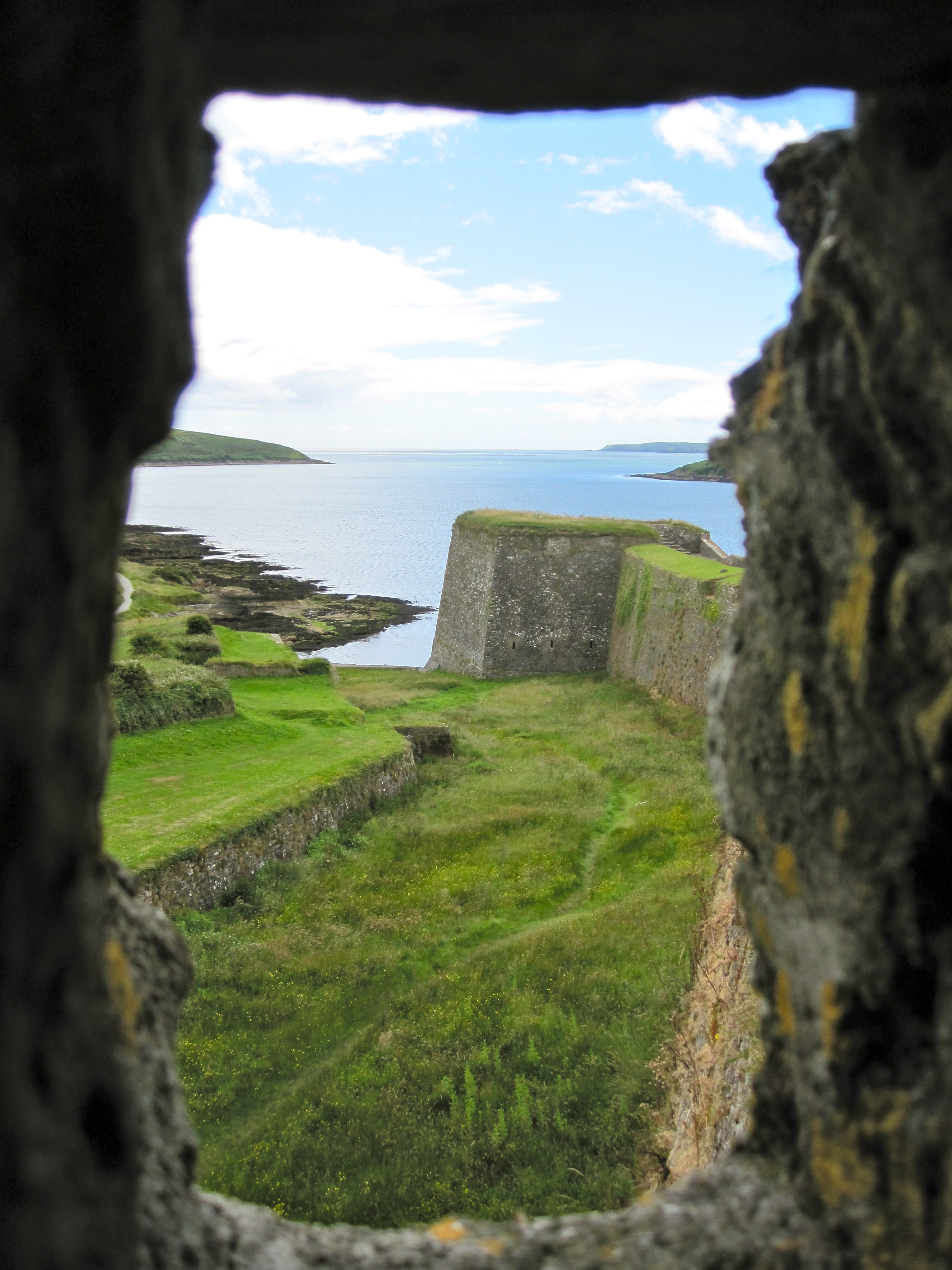
Vista de la casa de guàrdia